# Hyperolius rwandae
Hyperolius rwandae es una especie de anfibios de la familia Hyperoliidae.
Es endémica de Ruanda, aunque probablemente se halle también en zonas adyacentes de Burundi y Tanzania.